# Rezerwat przyrody Krępak
Krępak – rezerwat przyrody znajdujący się w miejscowości Korzeniec, w gminie Bircza, w powiecie przemyskim, w województwie podkarpackim. Leży w granicach Parku Krajobrazowego Pogórza Przemyskiego, na terenie obrębu Nowe Sady Nadleśnictwa Bircza.

## Podstawowe wiadomości
- numer według rejestru wojewódzkiego: 38
- powierzchnia: 137,67 ha[1] (akt powołujący podawał 138,46 ha)
- dokument powołujący: M.P. z 1991 r. nr 25, poz. 172
- rodzaj rezerwatu: leśny[2]
- przedmiot ochrony (według aktu powołującego): las jodłowo-bukowy naturalnego pochodzenia, z runem charakterystycznym dla podgórskiej formy buczyny karpackiej oraz ciekawe elementy rzeźby terenu i osobliwości geologiczne[1][2].

## Opis
Teren rezerwatu położony jest na wysokości 370–475 m n.p.m., urozmaicony jest głębokimi dolinami potoków i stromymi zboczami.
Panującym zespołem roślinnym jest podgórska forma buczyny karpackiej, która występuje w czterech wariantach siedliskowych:
- typowym
- z dominującym lepiężnikiem białym
- z panującą turzycą orzęsioną Carex pilosa
- paprociowo-jeżynowym.

Drugim zespołem leśnym jest zespół grądu, zajmujący nieznaczną powierzchnię zbocza nad potokiem.
W wilgotnych zagłębieniach nad potokiem wykształcił się zespół Cardamino-Chrysosplenietum. Miejsca wysięku wód porastają zbiorowiska z dominującym skrzypem olbrzymim, oraz zespół sitowia leśnego.
Przez teren rezerwatu przebiega średniowieczny trakt handlowy, łączący Przemyśl z Sanokiem, a dalej z Węgrami i Rusią Kijowską. We wczesnym średniowieczu transportowano tędy sól pozyskiwaną ze słonych źródeł w okolicach Birczy, w XV wieku przepędzano tabuny koni na Węgry, w XVI i XVII wożono wina węgierskie, w XVIII przepędzano bydło za Karpaty, a w XIX wywożono szkło flaszkowe i taflowe, produkowane w hutach szkła w Birczy, Borownicy, Brzusce, Sufczynie, Kotowie i Łodzince Górnej.
W odsłonięciu geologicznym na terenie rezerwatu znajduje się często odlewy szkieletów ryb kostnoszkieletowych.
W rezerwacie urządzono ścieżkę dydaktyczno-przyrodniczą „Krępak” o długości 2 km.